# Ukhrul
Ukhrul è una città dell'India di 20.156 abitanti, capoluogo del distretto di Ukhrul, nello stato federato del Manipur. In base al numero di abitanti la città rientra nella classe III (da 20.000 a 49.999 persone).

## Geografia fisica
La città è situata a 25° 7' 0 N e 94° 22' 0 E e ha un'altitudine di 1.661 m s.l.m..

## Società

### Evoluzione demografica
Al censimento del 2001 la popolazione di Ukhrul assommava a 20.156 persone, delle quali 11.514 maschi e 8.642 femmine.